# ماسیمیلیانو اوساری
ماسیمیلیانو اوساری (انگلیسی: Massimiliano Ossari؛ ۲۹ آوریل ۱۹۷۷ – ۲۲ آوریل ۲۰۰۲) بازیکن فوتبال اهل ایتالیا بود.
از باشگاه‌هایی که در آن بازی کرده‌است می‌توان به باشگاه فوتبال کرمونزه، باشگاه فوتبال پادوا، و باشگاه فوتبال نووارا اشاره کرد.
وی همچنین در تیم ملی فوتبال زیر ۱۹ سال ایتالیا بازی کرده‌است.